# Karl Merkatz
Karl Merkatz (ur. 17 listopada 1930 w Wiener Neustadt, zm. 4 grudnia 2022 w Straßwalchen) – austriacki aktor.

## Biografia
Karl Merkatz urodził się w 1930 roku w Wiener Neustadt, był synem strażaka. Najpierw chciał zostać stolarzem. Po II wojnie światowej był aktywnym harcerzem w Wiener Neustadt. Następnie zaczął zapisywać się na lekcje aktorstwa w Salzburgu, Wiedniu i Zurychu. Znalazł zatrudnienie w teatrach, przede wszystkim w Monachium, Salzburgu, Hamburgu i Wiedniu.
W swojej późniejszej karierze zagrał kilka ról w telewizji i filmach. W roli Edmunda Sackbauera w latach 70. zasłynął jako typowy wiedeńczyk. Wielkim sukcesem okazały się też filmy serii „The Bockerer” z naiwnym wiedeńczykiem w czasie drugiej wojny światowej w Wiedniu (akcja późniejszych filmów rozgrywa się w kolejnych latach do 1945 roku).
Od 1999 Merkatz był przewodniczącym grupy praw człowieka SOS Mitmensch.

## Nagrody i wyróżnienia
- Najlepszy aktor (1981) i nagroda filmowa (1982) za The Bockerer (część 1)
- Niemieckie Nagrody Filmowe: Najlepszy aktor (1982) za The Bockerer (część 1)
- Złoty Medal Honorowy stolicy Austrii Wiednia (1995) za zasługi dla teatrów wiedeńskich i jako znakomity wykonawca typów wiedeńskich
- Honorowy Pierścień Wiener Neustadt (1995)
- Golden Romy jako najpopularniejszy aktor (1996)
- Austriacki Krzyż Honorowy Nauki i Sztuki (1999)
- Wielka Złota Odznaka za zasługi dla prowincji Dolna Austria (2002)